# Röhrenglocken

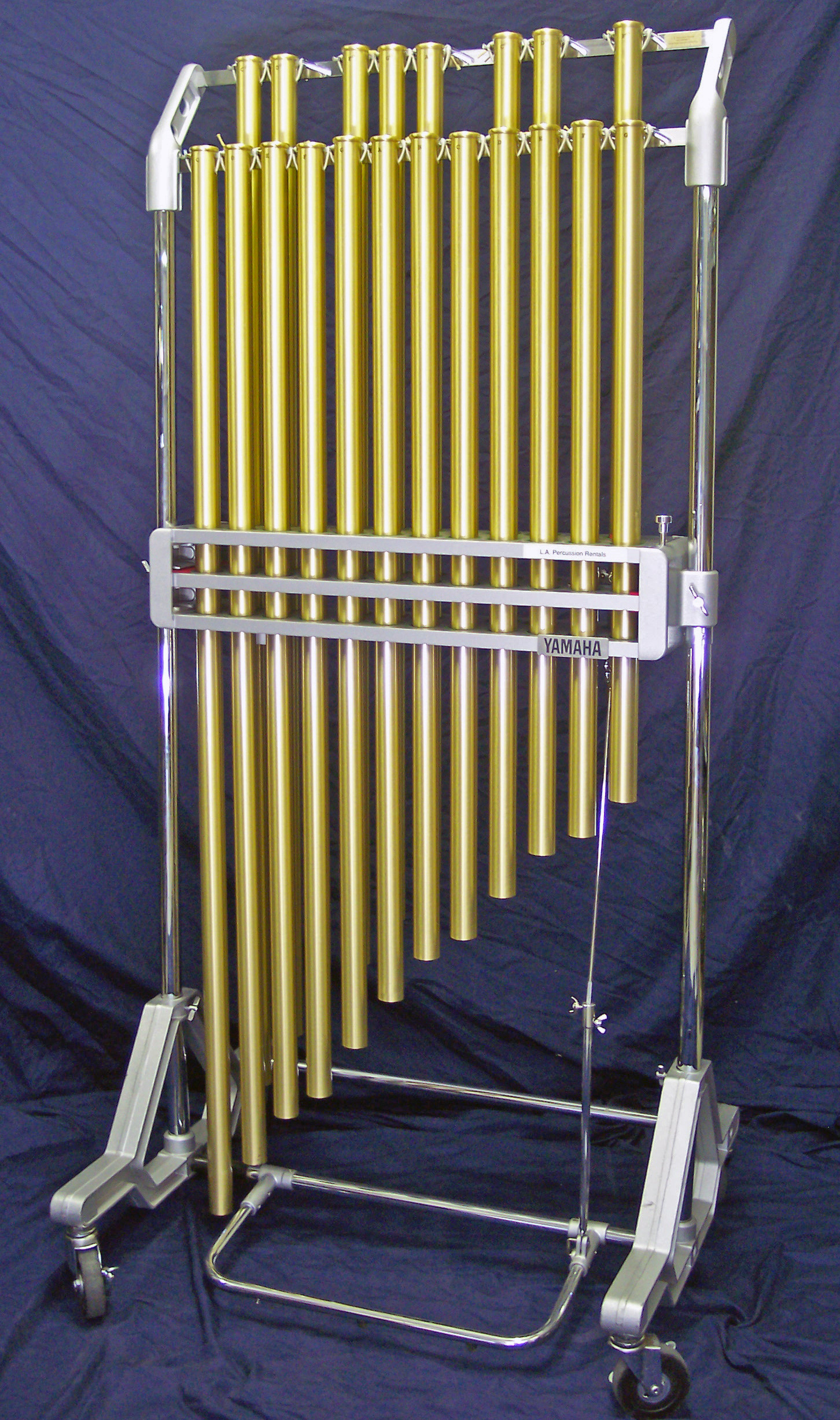
Moderne Röhrenglocken mit Dämpferpedal

Röhrenglocken sind aus Metall (Bronze, Stahl oder Messing) bestehende Röhren, die als Musik- oder Signalinstrumente eingesetzt werden. Instrumentenkundlich werden sie als Aufschlagröhren, Röhrengeläute oder Schlagröhrenspiele bezeichnet und zu den Aufschlagidiophonen gezählt. Glocken unterscheiden sich durch ihre Gefäßform und eine andere Akustik von den Röhrenglocken.

## Herkunft

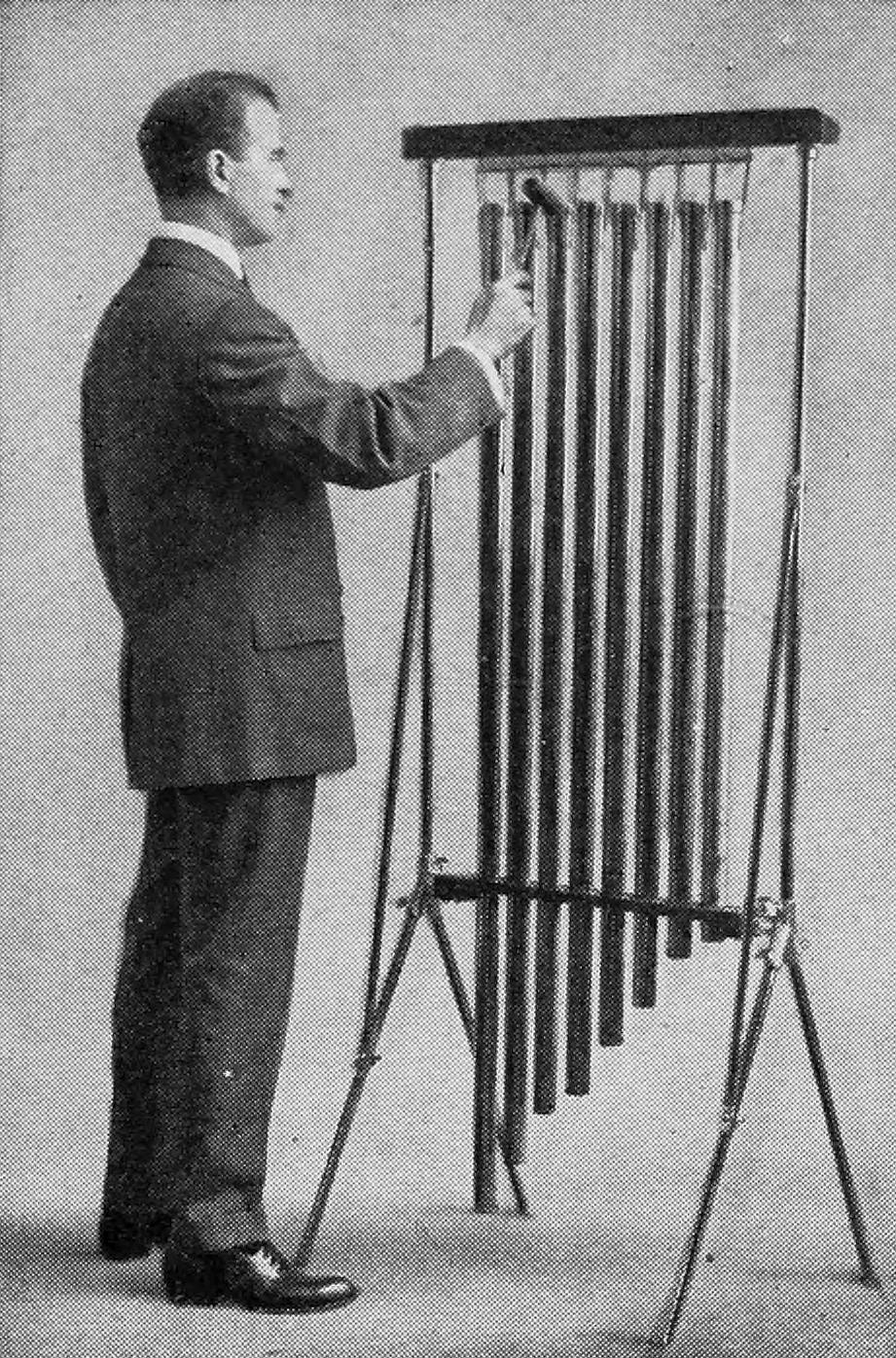
Schlagwerker der Metropolitan Opera mit Röhrenglocken (1917)

Das Prinzip von durch Anschlagen zum Klingen gebrachten Bambusröhren ist in Ost- und Südostasien seit frühen Zeiten bekannt. Der Ursprung von angeschlagenen, senkrecht aufgehängten Klangstäben aus Bronze (wie beim chinesischen fangxiang) in der zweiten Hälfte des 1. Jahrtausends liegt in derselben Region, ebenso die andere Entwicklung der aus waagrecht aufgereihten Platten bestehenden Metallophone.
Die ersten metallenen Röhrenglocken wurden zwischen 1860 und 1870 in Paris verwendet. Der Engländer John Harrington erhielt ein Patent für Röhrenglocken aus Bronze. Arthur Sullivan war vielleicht der erste Komponist, der 1886 in seinem Stück The Golden Legend gezielt Röhrenglocken des Herstellers John Hampton im Orchester einsetzte.
Als Orchesterinstrument stehen Röhrenglocken am Ende einer Entwicklung, Glocken in der Musik einzusetzen, insbesondere im Musiktheater. In einigen großen Theatern war dazu ein Satz von Kirchenglocken fest installiert wie zum Beispiel im Moskauer Bolschoi-Theater, in der Opéra Garnier in Paris und in der Semperoper in Dresden. 1890 führte die Opéra Garnier ein Instrument mit einer Klaviatur ein.
In der Pariser Oper wurde 1890 erstmals ein Codophone mit 15 über eine Klaviatur bedienten Röhrenglocken eingesetzt. Dieser Instrumententyp setzte sich nicht durch, obwohl Gustave Lyon 1908 in Paris nochmals ein Röhrenglockenspiel mit Klaviatur konstruierte.

## Bauform
Der Klang von Röhren wird wesentlich durch die Schwingungen der eingeschlossenen Luft beeinflusst. Abgesehen von den Faktoren Röhrenlänge und Durchmesser gilt: Je dünner die Wandstärke, desto höher der Ton.
Bei Orchesterinstrumenten sind die einzelnen Glocken auf einem Ständer angebracht, auf dem die chromatische Folge der Röhrenglocken analog zu einer Klaviertastatur angeordnet ist. Auf einem solchen Ständer sind in der Regel 1½ bis 2 Oktaven angebracht, es gibt auch Sets mit drei Oktaven. Die Länge der einzelnen Röhren variiert je nach Tonhöhe von 74 cm (g’’ – kürzeste Röhre) bis 155 cm (c’ – längste Röhre). Die Röhren bestehen aus verchromtem Messing oder Stahl und haben in der Regel einen Durchmesser von 3 bis 7 cm bei einer Wanddicke von wenigen Millimetern (ca. 2 mm).
Ein Pedal betätigt einen Dämpfer, über den der Nachklang verkürzt werden kann.

## Notation
Partituren für Röhrenglocken werden in der Regel klingend im Violinschlüssel notiert. Bei älteren, im Bassschlüssel notierten Stimmen ist zweifelhaft, ob es sich um eine transponierende Notation handelt.

## Spielweise
Röhrenglocken werden in Orchestern zur Imitation von Kirchenglocken verwendet; noch besser eignen sich dafür Plattenglocken. Im Orchester werden Röhrenglocken von Perkussionisten gespielt. Bei großen Instrumenten steht der Spieler auf einem Podest. Als Schlegel bzw. Glockenhammer dient ein spezieller Hammer aus Hartplastik oder besonders festem Gummi, vereinzelt auch mit Lederbezug. Angeschlagen werden sie am oberen Rand, der mit einer Metallverstärkung versehen ist.
Röhrenglocken werden häufig als Ersatz für schwierig zu beschaffende und sperrige Kirchenglocken eingesetzt. So finden sich Kirchenglocken bei Giuseppe Verdi in seinen Opern Der Troubadour (1853) und Ein Maskenball (1859) und in Giacomo Puccinis Tosca. In der von Nikolai Rimski-Korsakow bearbeiteten Fassung von Eine Nacht auf dem kahlen Berge von Modest Mussorgski beendet eine Glocke den Hexensabbat; auch in Die Fledermaus von Johann Strauss (Sohn) kündigen sechs Glockenschläge das Morgengrauen an. Hector Berlioz schreibt zwei Kirchenglocken für den letzten Satz der Symphonie fantastique vor.
Für Richard Wagners Oper Parsifal entwickelte Steingraeber 1881 ein Saiteninstrument mit einem glockenhaften Klang, das den Namen Gralsklavier erhielt. Es bestand aus einem Resonanzkasten, über den mit Metallhülsen umhüllte Klaviersaiten gespannt waren. Der Spieler schlug die Saiten mit seinen Fäusten über breite Tasten an. Als Ersatz hierfür werden heute ebenfalls meist Platten- oder Röhrenglocken verwendet.
Kompositionen, die Röhrenglocken hervorgehoben einsetzen, sind These Things Shall Be von John Ireland (1937), die Kammeroper The Turn of the Screw von Benjamin Britten (1954), die Turangalîla-Sinfonie (1948) und Chronochromie (1960) von Olivier Messiaen und Pli selon pli von Pierre Boulez (1962).
Nach dem Instrument benannte der britische Musiker Mike Oldfield sein Debüt-Album Tubular Bells (1973). Die namensgebenden Röhrenglocken kommen im Finale des ersten Teils vor. Auch die Nachfolger und Neuauflagen des Albums tragen die Tubular Bells im Namen (The Orchestral Tubular Bells, Tubular Bells II, Tubular Bells III, Tubular Bells 2003). Genesis setzten ebenfalls vereinzelt Röhrenglocken ein, z. B. in ihrem Magnum Opus Supper’s Ready.

## Andere Typen

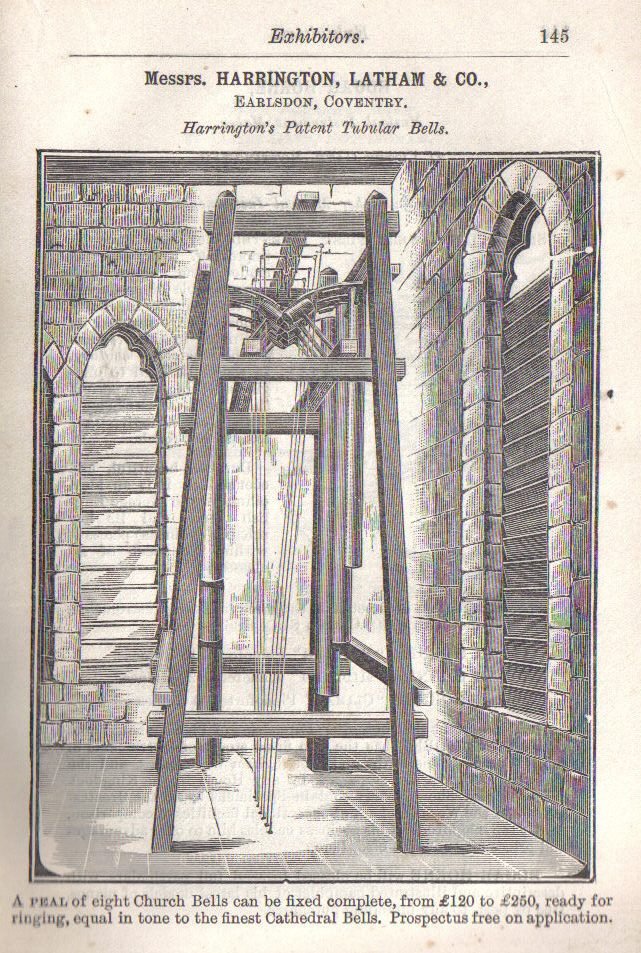
Anzeige für ein Röhrenglocken-Geläute (1897)

Ab der zweiten Hälfte des 19. Jahrhunderts kamen Röhrenglocken ähnlich wie Stabgeläute als Ersatz für Kirchenglocken besonders in England in kleineren Kirchen zum Einsatz. Sie sind nicht zu verwechseln mit Röhrenglocken, die als Effektzug in Kinoorgeln und modernen Kirchenorgeln eingebaut sind.
Im Kreis angeordnete und gewöhnlich deutlich kleinere Röhrenglocken ergeben ein Windspiel. Es gibt auch Türklingeln und Standuhren, bei denen Metallröhren angeschlagen werden.
Ein Tubaphon besteht aus Röhrenglocken, die entsprechend den Stäben bei einem Metallophon liegend auf einem Rahmen angeordnet sind.
Hörbeispiel eines Windspiels aus Röhrenglockenⓘ